# Georg Aemilius

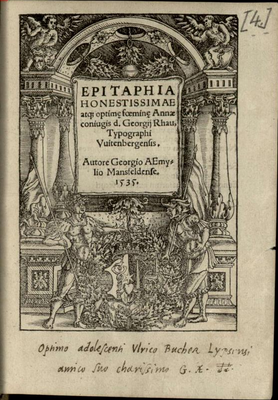
Epitaphia honestissimae atque optime fominae Annae coniugis, 1535

Georg Aemilius, eigentlich Georg Oemler, andere Namensvariationen „Aemylius“ und „Emilius“ (* 25. Juni 1517 in Mansfeld; † 22. Mai 1569 in Stolberg (Harz)), war ein deutscher Theologe des 16. Jahrhunderts, Botaniker, Lehrer und Reformator.

## Leben
Georg wurde als Sohn des Bergmanns Nicolaus Oemler (Öhmler d. Ä.) und seiner Frau Anna Reinicke, der Tochter des Bergvogts Peter Reinicke in Mansfeld geboren. Sein Vater war ein Freund von Martin Luthers Eltern und hatte neben Georg noch den Sohn Nicolaus Öhmler d. J. Nach einem Besuch einer Lateinschule, die Georg vermutlich in Stolberg absolvierte, immatrikulierte er sich im Wintersemester 1532 an der Universität Wittenberg, um sich dem Studium der Theologie zu widmen.
In Wittenberg befreundete er sich mit dem ebenfalls dort studierenden Valerius Cordus. Dieser regte Aemilius mit der Beschäftigung der Botanik an und ließ von ihm seine Schriften bearbeiten. Auf Anregung Philipp Melanchthons latinisierte er seinen Familiennamen Oemler zu Aemilius und begann lateinische Dichtungen abzufassen.
1537 erwarb Aemilius den akademischen Grad eines Magister Artium und übernahm die Leitung einer Wittenberger Privatschule. 1540 wurde er mit einem Empfehlungsschreiben Martin Luthers, der ihn als „gar einen sonderlichen feinen Gesellen, dazu auch still und sittig“ bezeichnete, als Rektor der Lateinschule in Siegen berufen, die er bis 1553 leitete. Hier übertrug er die französischen Epigramme von Gilles Corrozet zu Holbeins Totentanz (1547) und für die Zwecke seiner Schule die Sonntagsevangelien (1549) und Episteln (1551) in lateinische Hexameter, wobei er Johannes Spangenberg als Lehrer der Verskunst rühmt.
Auch als er 1553 als Superintendent der Grafen zu Stolberg nach Stolberg gerufen wird, arbeitet er vor allem an der Entwicklung des Schulwesens weiter. Nachdem er in Wittenberg am 8. Mai 1554 den Doktortitel der Theologie erwarb, schrieb er eine kurze populäre Übersicht des Katechismus (1557) und eine „Etliche schone Prophecien oder Weissagung des alten testaments von Christo seiner Zukunfft vnd geburt auch seinem newen Reich vnd desselben Wolthaten der Jugend zum besten in deutsche reim gefasset“ in deutschen Versen (1560). Trotz seiner Friedfertigkeit hatte er später als Hofprediger durch Sixtus Amandus Auseinandersetzungen, der Aemilius' Standpunkt angriff.
Für die Botanik war Aemilius durch Aufsuchen von Pflanzen und durch Pflege seltener Gewächse tätig, von denen er manche in Gedichten verherrlichte. Conrad Gessner und Johann Bauhin zitieren ihn dabei öfter in ihren Werken.
Unter Rückgriff auf die Ausgabe des Holbeinschen Totentanzes von Georg Aemilius schuf der Kronstädter Reformator Valentin Wagner (1510–1557) sein Werk Imagines mortis selectiores.
Zu seinen Nachkommen zählt der Wernigeröder Fotograf Hermann Dieter Oemler (1939–2011).

## Werke
- Biblicae historiae Latinis epigrammatibus illustratæ. Frankfurt/Main 1539.
- Imaginum in Apocalypsi Johannis descriptio, elegiaco carmine condita. Frankfurt/Main 1540.
- Imagines mortis, his accesserunt epigrammata. (1545, 1547, 1555, 1567, 1572).
- Evangelia, quae consueto more dominicis et aliis festis diebus in ecclesia leguntur, heroico carmine reddita. Köln (1549, 1554, 1560).
- Epistolae, quae dominicis atque festis diebus in ecclesia proponi solent, heroico carmine redditae. Basel 1551.
- Postilla, Evangelia et Epistolae per quaestiones explicata. 1560.
- Etliche schone Prophecien oder Weissagung des alten testaments von Christo seiner Zukunfft vnd geburt auch seinem newen Reich vnd desselben Wolthaten der Jugend zum besten in deutsche reim gefasset durch Georg. Emilium D. vnd Pfarher zu Stolbergk vnd zum Newen jar in Druck gegeben. Anno M.D.LX. Eisleben 1560 (bei Vrnanum Gaubisch).
- Poemata sacra in Jesaiae cap. LIII de passione, morte et resurrectione Christi. Basel 1550.
- Apocalypsis Johannis,Apocalypsis Johannis Explicatio Apocalypsis Iohannis Perspicua & breuis Tradita et Recognita a Doctore Davide Chytraeo Abhandlung: Elegiaco Carmine Condita A Georgio Aemilio. Wittenberg 1575 (bei Johann Crato).